# HD 55075
HD 55075，又名BD+81 242，SAO 1164、HR 2709，是一颗恒星，视星等为6.31，位于銀經132.74，銀緯28.08，其B1900.0坐标为赤經7h 6m 24.1s，赤緯+81° 28.08′ 22″。